# Plungebeha

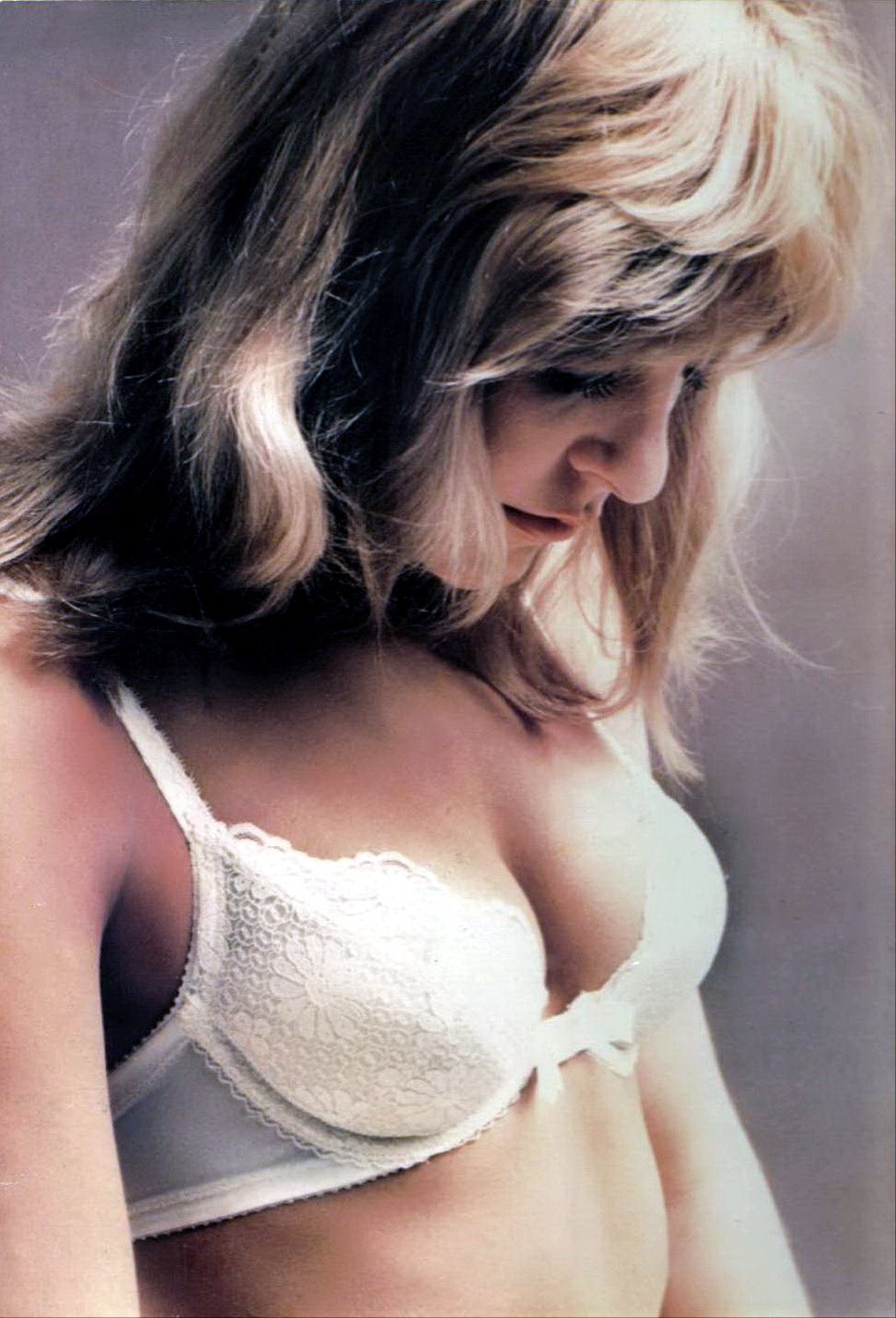
Reclamebeeld van een Wonderbra uit 1975, een push-upbeha met gekantelde cups en een smalle brug. Er bestaan evenwel modellen met een nog beduidend lagere brug.

Een plungebeha is een beha met een verlaagde brug centraal tussen de twee cups. Plungebeha's zijn ontworpen om gedragen te worden onder jurken en andere outfits met een extra diepe halsuitsnijding (decolleté) waarbij de beha niet zichtbaar mag zijn tussen de borsten. De cups zijn doorgaans gekanteld, waardoor de beha in het midden dieper uitgesneden kan worden. Soms is het verbindingsstukje in het midden (de brug) zelfs verlaagd tot onder het niveau van de borstband. Veelal staan de schouderbandjes, net als bij een balconettebeha, ver uit elkaar, zodat de beha niet zichtbaar is onder een bloes of jurk met een grote decolleté.